# فرانك بيرل غونزاليس
فرانك بيرل غونزاليس (بالإسبانية: Frank Pearl)‏ هو اقتصادي وسياسي كولومبي، ولد في 1962 في بوغوتا في كولومبيا. حزبياً، نشط في الحزب الإجتماعي للوحدة الوطنية.